# Tunduru (Distrikt)
Tunduru ist ein Distrikt der Region Ruvuma in Tansania. Im Norden wird er durch die Region Lindi begrenzt, im Osten durch die Region Mtwara, im Süden durch Mosambik und schließlich im Westen durch den Namtumbo Distrikt. Das Verwaltungszentrum ist in der Stadt Tunduru.

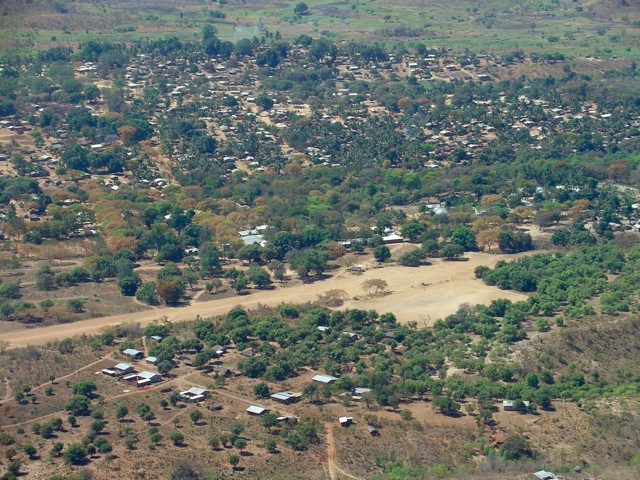
Blick auf das Dorf Mbesa.

## Geographie
Der Distrikt hat eine Fläche von 18.412 Quadratkilometern und 412.054 Einwohner (Volkszählung 2022). Der Großteil des flachen, hügeligen Landes liegt zwischen 200 und 500 Meter über dem Meeresspiegel. Im Westen steigt das Land auf rund 1000 Meter an. Das Gebiet wird nach Südosten zum Fluss Rovuma entwässert, der größte Nebenfluss ist der Muhuwesi. Das Gebiet ist in drei Landschaftsformen gegliedert:
- Der Nordwesten des Distriktes ist gekennzeichnet durch steile Hügel, die von engen Tälern durchschnitten werden. Das Land ist größtenteils von Miombo-Wäldern bedeckt. Die Niederungen sind von Tsetsefliegen verseucht.
- Der Süden ist sanft hügelig mit Sand- und Lehmböden und ebenfalls von Miombo-Wäldern bedeckt.
- Ein kleiner Teil im Osten ist eine sanft wellige Ebene mit zahlreichen Felsformationen (Inselbergen) und lehmigen Böden.[5][6]

Das Klima in Tunduru ist tropisch und wird in der effektiven Klimaklassifikation als Aw bezeichnet. Die Niederschläge liegen unter 1000 Millimeter im Jahr, die Durchschnittstemperatur bei 25 Grad Celsius.

## Geschichte
Der Distrikt wurde im Jahr 1905 während der deutschen Kolonialzeit gegründet.

## Verwaltungsbezirke
Tunduru ist in 39 Verwaltungsbezirke (Wards) unterteilt:
- Chiwana
- Jakika
- Kalulu
- Kidodoma
- Ligoma
- Ligunga
- Lukumbule
- Majengo
- Majimaji
- Marumba
- Masonya
- Matemanga
- Mbati
- Mbesa
- Mchangani
- Mchesi
- Mchoteka
- Mchuluka
- Mindu
- Misechela
- Mlingoti Magharibi
- Mlingoti Mashariki
- Mtina
- Muhuwesi
- Nakapanya
- Nakayaya
- Nalasi Magharibi
- Nalasi Mashariki
- Namakambale
- Namasakata
- Namiungo
- Nampungu
- Namwinyu
- Nandembo
- Nanjoka
- Ngapa
- Sisi Kwa Sisi
- Tinginya
- Tuwemacho

## Einrichtungen und Dienstleistungen
- Bildung: Im Distrikt befinden sich 150 Grundschulen und 23 weiterführende Schulen.[9] Im Jahr 2018 eröffnete die Sokoine University of Agriculture einen Campus in Tunduru.[10]
- Gesundheit: Für die medizinische Versorgung der Bevölkerung stehen drei Krankenhäuser, fünf Gesundheitszentren und 55 Apotheken zur Verfügung.[9]

| - Wirtschaft: Der wichtigste Wirtschaftszweig ist die Landwirtschaft, er beschäftigt 95 Prozent der Bevölkerung. Die wichtigsten Feldfrüchte für die Selbstversorgung sind Reis, Mais, Bohnen und Gemüse. Verkauft werden Cashew-Nüsse, Reis und Ölsamen. In der Saison 2017/2018 wurden mehr als 20.000 Tonnen Cashew-Nüsse erzeugt. Von den 70.000 Haushalten besaßen im Jahr 2012 fast die Hälfte Haustiere. Vor allem wurden Hühner gehalten, aber auch Rinder und Ziegen. - Bergbau: Tunduru ist reich an Edelsteinen, unter ihnen Saphire und Granate. Sie werden aber kaum abgebaut. - Straßen: Den Distrikt quert von Osten nach Westen die asphaltierte Nationalstraße von Mtwara zur Regionshauptstadt Songea. - Elektrizität: TANESCO betreibt seit 1991 vier Dieselgeneratoren mit einer verfügbaren Gesamtleistung von 1350 Kilowatt. | Hier fehlt eine Grafik, die leider im Moment aus technischen Gründen nicht angezeigt werden kann. Wir arbeiten daran! |

## Politik
Der Distrikt wird in die zwei Wahlkreise Nord-Tunduru und Süd-Tunduru eingeteilt. Der Distriktrat besteht aus 53 Ratsmitgliedern, wovon 39 gewählt werden, drei werden von Abgeordneten eingenommen und 14 sind für Sondersitze reserviert.

## Sehenswürdigkeiten
Der Distrikt hat Anteil am Selous-Wildreservat, dem Mwambesi-Wildschutzgebiet und dem Muhuwesi-Wildschutzgebiet.

## Religion
Die Stadt Tunduru ist Sitz eines römisch-katholischen Bischofs. Die Diözese umfasst das Gebiet der Distrikte Tunduru und Masasi. Von den rund einer Million Einwohnern sind zehn Prozent katholisch (Stand 2017).